# Viadotto di Kinzua
Il viadotto di Kinzua (in inglese Kinzua Bridge) è stato un viadotto ferroviario a cavalletto lungo 626 metri e alto quasi 92 metri, che attraversava la gola formata dal torrente Kinzua nella contea di McKean in Pennsylvania, negli Stati Uniti d'America.
Un'ampia sezione della struttura è crollata nel 2003 dopo essere stata colpita da un tornado. I suoi resti sono visibili all'interno dei 133 ettari del Parco statale del viadotto di Kinzua, nei pressi della strada statale 6 a nord del villaggio di Mount Jewett, nella contea di McKean. Dalla piattaforma panoramica sul ponte è possibile osservare dall'alto i resti collassati della struttura e verso la metà di ottobre molti visitatori vi si recano per ammirare il fogliame autunnale.
Costruito originariamente in ferro battuto nel 1882 e pubblicizzato come l'"ottava meraviglia del mondo", fu il viadotto ferroviario più alto al mondo per due anni. Nel 1900 il ponte fu ricostruito in acciaio per permettere il transito di treni più pesanti, rimanendo in servizio fino al 1959. In seguito venne acquistato dal governo della Pennsylvania nel 1963, diventando l'attrazione principale dell'omonimo parco statale. Nel 2002 iniziò un restauro della struttura, ma l'anno successivo, prima della conclusione dei lavori, il ponte fu investito da un tornado che ne causò il crollo di un'ampia sezione. Prima del crollo, il viadotto di Kinzua era classificato come il quarto viadotto ferroviario più alto degli Stati Uniti, iscritto nel Registro nazionale dei luoghi storici dal 1977 e nell'elenco nazionale dei punti di interesse di ingegneria civile dal 1982.

## Storia

### Prima costruzione

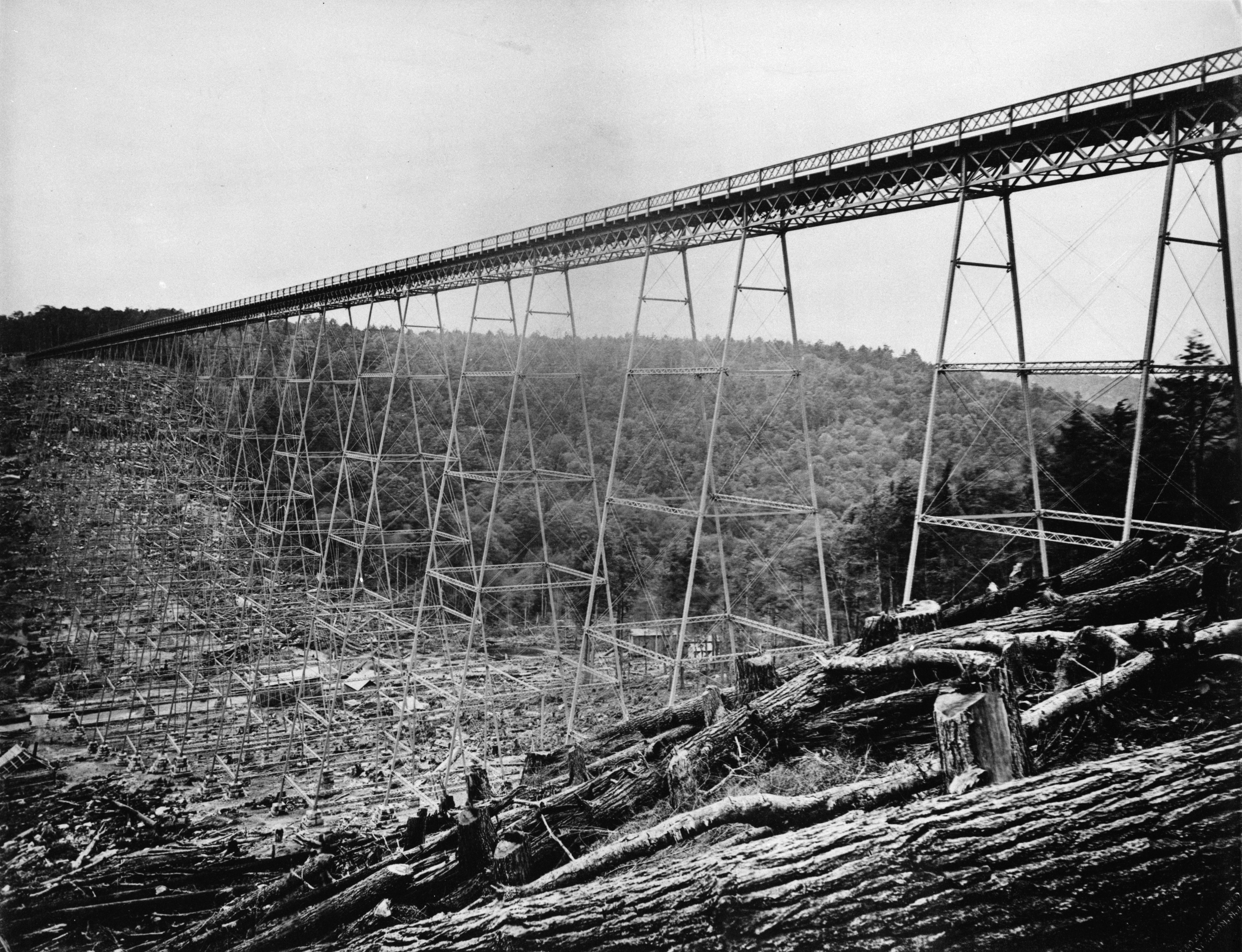
La struttura originale del ponte

Nel 1882 Thomas L. Kane, ex ufficiale dell'esercito americano e al tempo presidente della società ferroviaria statunitense Erie Railroad, si trovò di fronte alla sfida di costruire un ramo secondario della principale linea ferroviaria della Pennsylvania, che collegava il lago Erie con Boston e New York, al fine di collegare la città di Bradford con le miniere di carbone che si trovavano nella contea di Elk. La via più veloce per realizzare la nuova linea prevedeva il superamento della valle del torrente Kinzua, mentre l'unica alternativa possibile avrebbe comportato un allungamento del tracciato di 13 chilometri su terreno accidentato.
Il ponte fu progettato dall'ingegnere di origine francese Octave Chanute e costruito dalla Phoenix Iron Works, un'impresa specializzata nella produzione di tubi in ferro cavi, brevettati e conosciuti come "colonne Phoenix". La struttura, costituita da 1 408 tonnellate di ferro battuto, fu assemblata da una squadra di 40 uomini in soli 94 giorni di lavoro, dal 10 maggio al 29 agosto 1882. Un tempo così breve fu possibile grazie al fatto che durante la costruzione non furono usati ponteggi, ma la prima torre di supporto fu innalzata grazie a un falcone che sollevava le capriate durante la costruzione. Dopo il completamento della prima torre fu costruita sulla sua sommità una gru di legno che venne utilizzata per la realizzazione della seconda torre; il procedimento fu quindi ripetuto per tutte le 20 torri di sostegno. La struttura portante del ponte era costituita da 20 torri a cavalletto in tubolari di ferro, di cui le sei centrali superavano gli 84 metri di altezza. Le torri erano fondate su 110 pilastri in pietra arenaria, estratta dalle pareti circostanti la valle.
La costruzione del ponte ebbe un costo stimato tra i 167 000 e i 275 000 dollari. Al momento della sua inaugurazione, era il ponte ferroviario più lungo e più alto al mondo, primato che mantenne fino all'inaugurazione due anni più tardi del viadotto di Garabit in Francia, che raggiungeva un'altezza di 122 metri. All'epoca era così straordinario da attirare turisti al solo scopo di vederlo e da essere soprannominato "l'ottava meraviglia del mondo".
Secondo una leggenda, pochi anni dopo la costruzione del ponte (la data varia tra il 1883 e il 1902 a seconda delle versioni della storia) un ladro in fuga dopo aver compiuto una rapina della vicina cittadina di Emporium raggiunse il ponte e nascose il bottino sotto una roccia di forma triangolare nei pressi della struttura. Il ladro fu catturato pochi giorni dopo, ma morì prima di rivelare l'esatta posizione della refurtiva. Nel corso dei decenni molte persone hanno provato a cercare il bottino, anche con l'aiuto di metal detector, ma senza successo.
Il ponte era stato progettato per reggere un carico strutturale di circa 240 tonnellate, ma i treni carichi di carbone che lo attraversavano erano obbligati a ridurre la velocità fino a 8 km/h poiché le locomotive, in particolare durante le giornate ventose, lo facevano vibrare.

### Ricostruzione del 1900

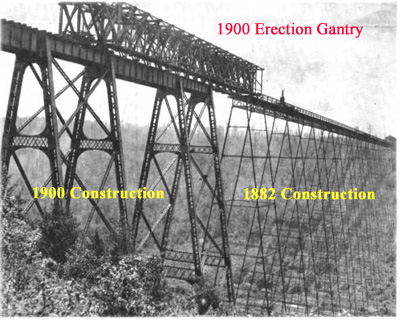
Il processo di ricostruzione: sulla destra la struttura originale, sulla sinistra le torri già ricostruite, in alto la gru a cavalletto mobile usata durante il processo

All'inizio del XX secolo le locomotive erano diventate quasi l'85% più pesanti rispetto a venti anni prima e la struttura in ferro del ponte non era più in grado di sopportare in sicurezza il loro passaggio. L'ultimo trasporto attraversò il ponte il 14 maggio 1900 e dieci giorni dopo iniziarono i lavori di ricostruzione.
La nuova struttura fu progettata da C.R. Grimm e costruita dalla Elmira Bridge Company utilizzando 3 046 tonnellate di acciaio, per un costo di circa 275 000 dollari. Anche in questo caso i lavori avanzarono senza l'uso di ponteggi e terminarono in pochi mesi; due travature Howe lunghe 50 metri e larghe 5 ciascuna venivano installate in cima alle torri in modo da essere supportate da due di esse, situate alle estremità, mentre quella che si trovava nel mezzo veniva demolita e ricostruita in acciaio. Una volta che una nuova torre era terminata, le travature Howe venivano spostate in modo da appoggiarsi sulla nuova torre e ripetere il processo di ricostruzione con la vecchia torre in ferro che si trovava accanto. In questo modo, ogni torre poteva essere ricostruita in circa una settimana.

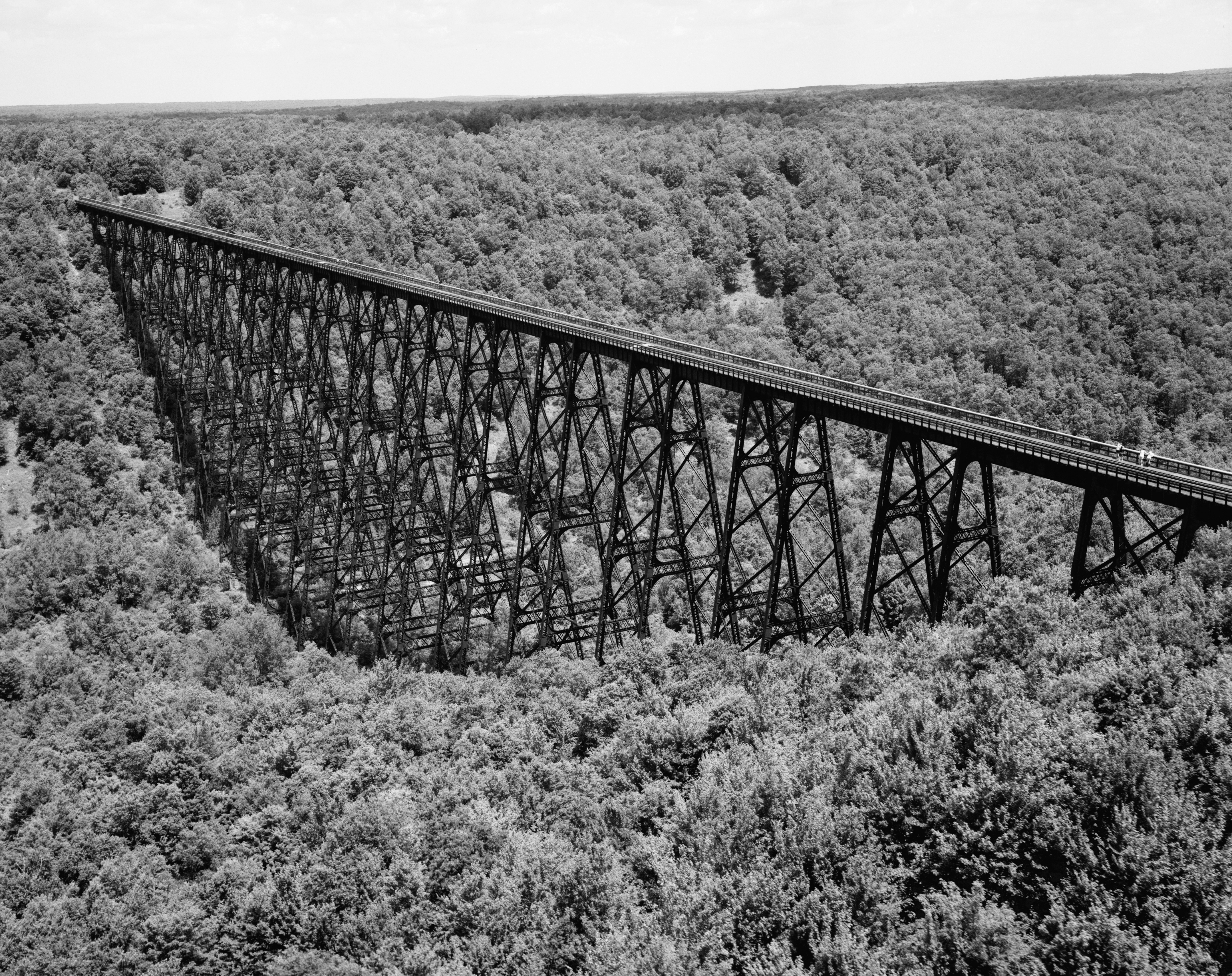
Il ponte in una foto del 1971

Per ancorare le nuove torri ai blocchi di ancoraggio furono riutilizzati gli stessi bulloni del ponte originale, e questo giocò un ruolo importante nel collasso della struttura nel 2003.
Il viadotto riaprì al traffico il 25 settembre 1900 ed era in grado di sopportare il passaggio anche della locomotiva a vapore Union Pacific Big Boy, che con le sue 464 tonnellate fu una delle più pesanti mai costruite.
Il ponte fu attraversato per l'ultima volta da una locomotiva a vapore il 5 ottobre 1950. Alla fine degli anni 1950 la Erie Railroad ottenne i diritti di passaggio sulla vicina ferrovia Baltimore e Ohio, il che permise ai propri convogli di evitare il passaggio sul viadotto di Kinzua, che iniziava a mostrare i segni del tempo. Il transito dei treni fu ufficialmente interrotto il 21 giugno 1959 (anche se il ponte fu nuovamente utilizzato in una occasione nell'ottobre dello stesso anno a causa di un deragliamento che aveva bloccato la ferrovia Baltimore e Ohio) e la Erie Railroad vendette il ponte per 76 000 dollari al commerciante di rottami metallici Nick Kovalchick.

### Il parco statale
Dopo aver visto il ponte, Nick Kovalchick rimase così impressionato dalla struttura che decise di non smantellarla. Strinse invece alcuni accordi con gruppi locali interessati alla sua salvaguardia, e il 12 agosto 1963 l'allora governatore della Pennsylvania William Scranton firmò un disegno di legge per l'acquisto da parte dello Stato del ponte e delle terre circostanti per 50 000 dollari e per la creazione del Parco statale del viadotto di Kinzua. L'atto per l'acquisto di 316 acri (128 ettari) di terreno fu siglato il 20 gennaio 1965 e il parco aprì al pubblico nel 1970.
Negli anni successivi venne realizzata una strada di accesso al parco e furono costruite alcune strutture di supporto, come un parcheggio, servizi igienici, un distributore di acqua potabile e una recinzione sull'impalcato del ponte. Il viadotto di Kinzua fu inserito nel Registro nazionale dei luoghi storici il 29 agosto 1977 e nella lista dei punti di interesse di ingegneria civile il 26 giugno 1982. Secondo l'Associazione americana degli ingegneri civili, il ponte è stato "una struttura fondamentale per permettere il trasporto del carbone dalla Pennsylvania nord-occidentale alla regione dei Grandi Laghi orientali, e si ritiene che abbia permesso un aumento dell'estrazione del carbone che ha portato a una crescita economica significativa".
La Knox and Kane Railroad organizzò visite turistiche in treno dalla cittadina di Kane attraverso la foresta nazionale Allegheny e fino al viadotto di Kinzua dal 1987 fino alla chiusura del ponte nel 2002. In un articolo del 1988, il New York Times descrisse la passeggiata sul ponte "più simile ad andare in mongolfiera che a un trasporto ferroviario", spiegando che da sopra di esso "stai guardando dritto sotto di te senza niente tra te e un immenso mare di vegetazione a 90 metri di distanza". Come attrazione turistica, il ponte attirava una media di 140 000 visitatori ogni anno.

### Il crollo

Vista tramite radar della perturbazione che ha dato origine al tornado che ha portato al crollo del ponte

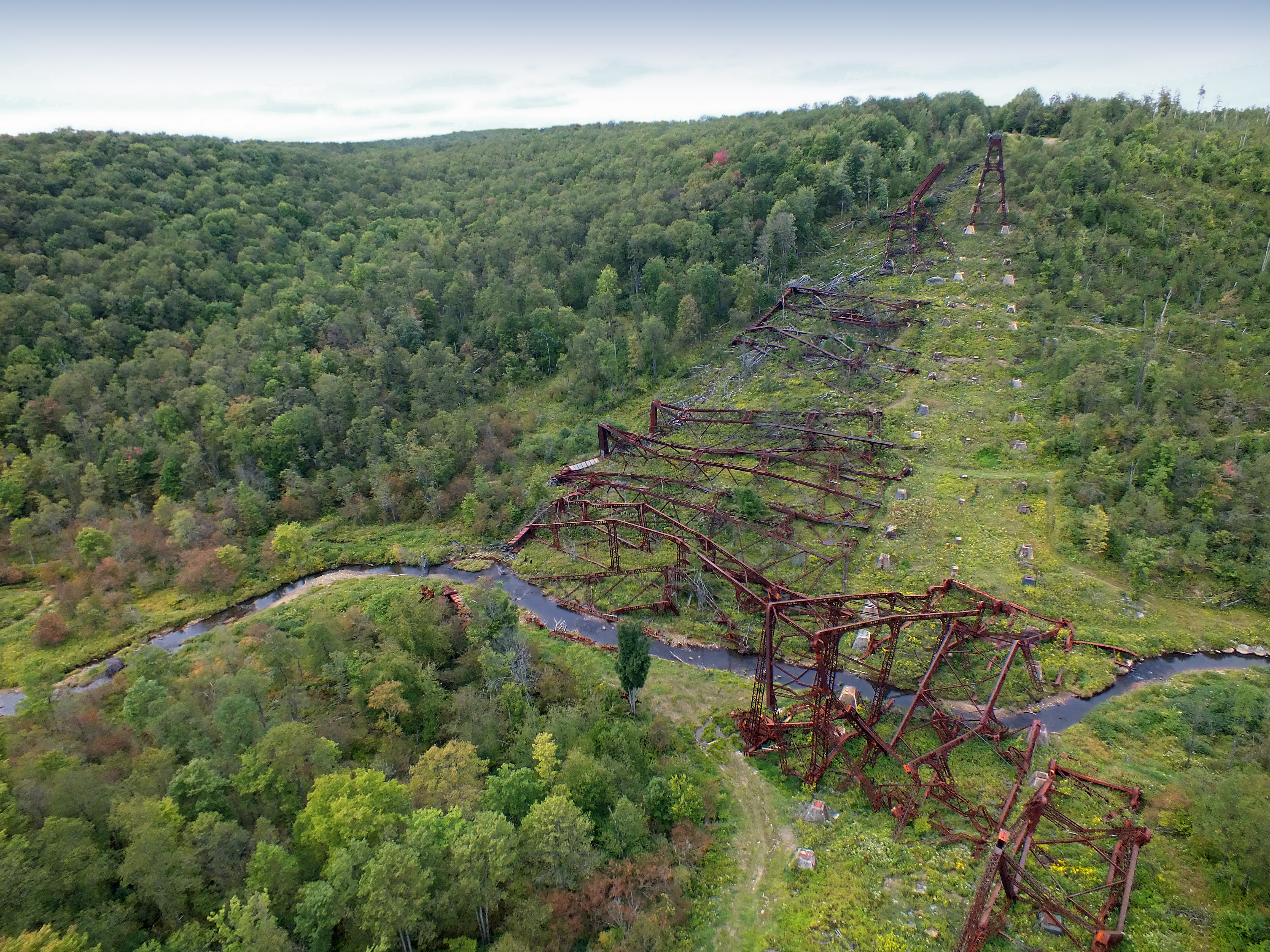
I resti della sezione crollata del ponte

Nell'agosto 2002 il ponte venne chiuso anche ai pedoni, in quanto si temeva che la struttura, ormai in parte arrugginita, potesse crollare in caso di forti venti. Nel febbraio dell'anno successivo un'impresa di costruzioni iniziò a lavorare alla riparazione e messa in sicurezza del ponte, ma il 21 luglio 2003 la struttura fu investita da un tornado che ne causò il collasso.
Quel giorno infatti un sistema convettivo a mesoscala si formò su un'area che copriva l'Ohio orientale, la Pennsylvania occidentale, le regioni occidentali dello Stato di New York e l'Ontario meridionale. Il sistema convettivo si spostò verso est con una velocità di 60 km/h e quando raggiunse la Pennsylvania settentrionale si formò nella tipica forma a virgola caratteristica delle perturbazioni con correnti ascensionali che possono dare origine ai tornado.
Approssimativamente alle 15:20 EDT un tornado, classificato come F1 nella scala Fujita, toccò terra a circa 1,6 km di distanza dal viadotto di Kinzua e si spostò verso ovest in direzione del ponte, investendo la struttura e continuando per altri 4 km prima di staccarsi dal suolo; quindi toccò nuovamente terra a circa 3 km dalla cittadina di Smethport e proseguì per altri 5 km prima di dissiparsi. La stessa perturbazione generò anche un tornado F3 nella vicina contea di Potter.
Il ponte fu così investito perpendicolarmente da venti che toccarono i 151 km/h, che causarono il crollo di 11 delle 20 torri di sostegno. Le indagini successive appurarono che le torri 10 e 11 crollarono per prime cadendo in direzione ovest. Quindi le torri 12, 13 e 14 furono sollevate dalle loro fondazioni, si spostarono leggermente in direzione nord ovest e ricaddero diritte e quasi intatte, tenute assieme solo dal binario della ferrovia. Infine le torri dalla 4 alla 9 collassarono in direzione ovest. A quel punto il tornado, che inizialmente procedeva da est verso ovest, iniziò a spostarsi in direzione nord, causando il definitivo crollo delle torri 12, 13 e 14.
Uno dei motivi per cui le torri si staccarono facilmente dalle fondazioni fu che i bulloni che ancoravano le strutture di acciaio ai blocchi di cemento, non sostituiti durante la ricostruzione del 1900, erano fortemente arrugginiti e si ruppero mentre la struttura oscillava a causa del vento. Al momento dell'arrivo del tornado, gli operai al lavoro nel cantiere avevano da poco finito il turno e avevano abbandonato la struttura e non ci furono pertanto vittime né feriti.

### Dopo il crollo

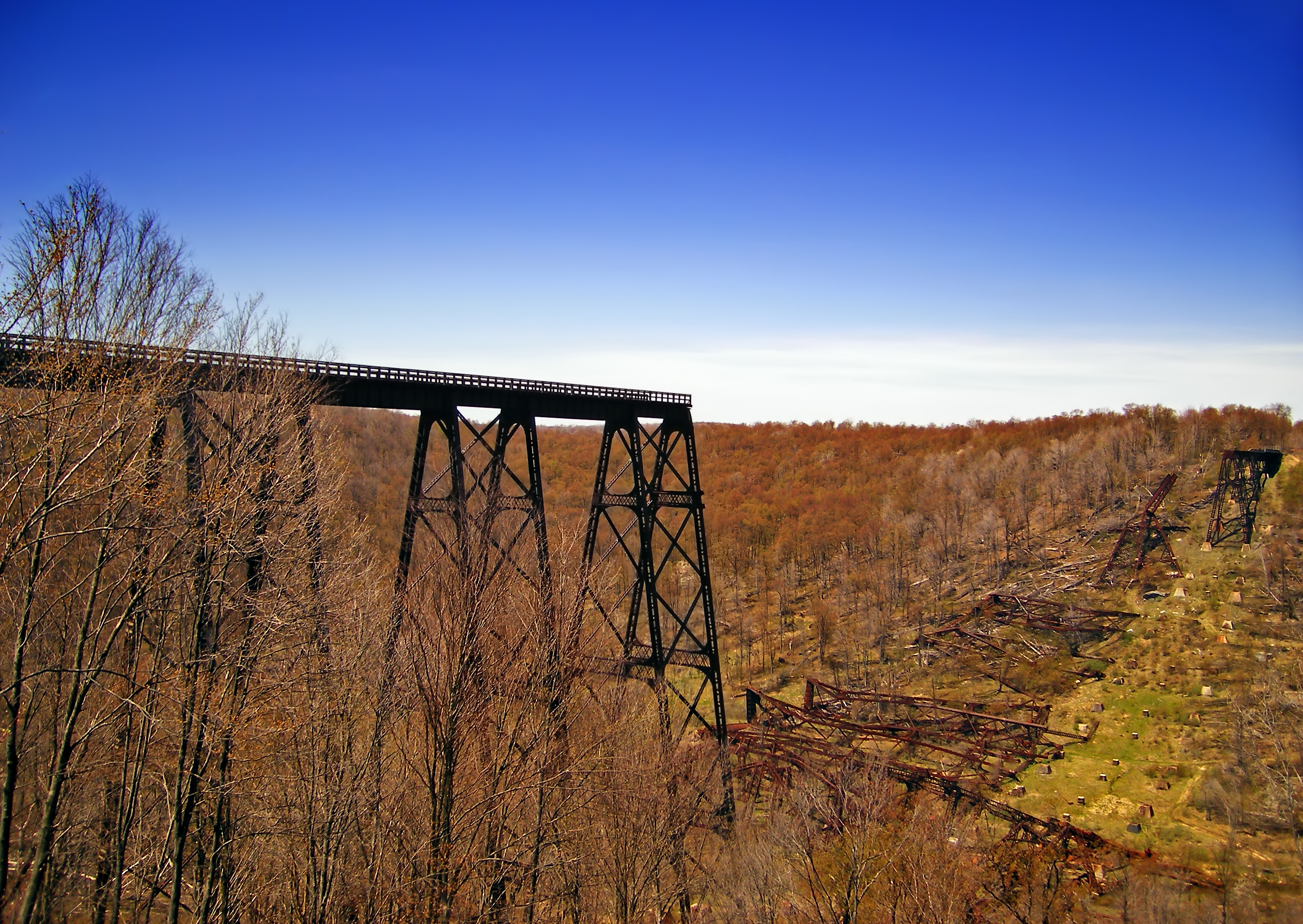
Il ponte dopo il crollo del 2003

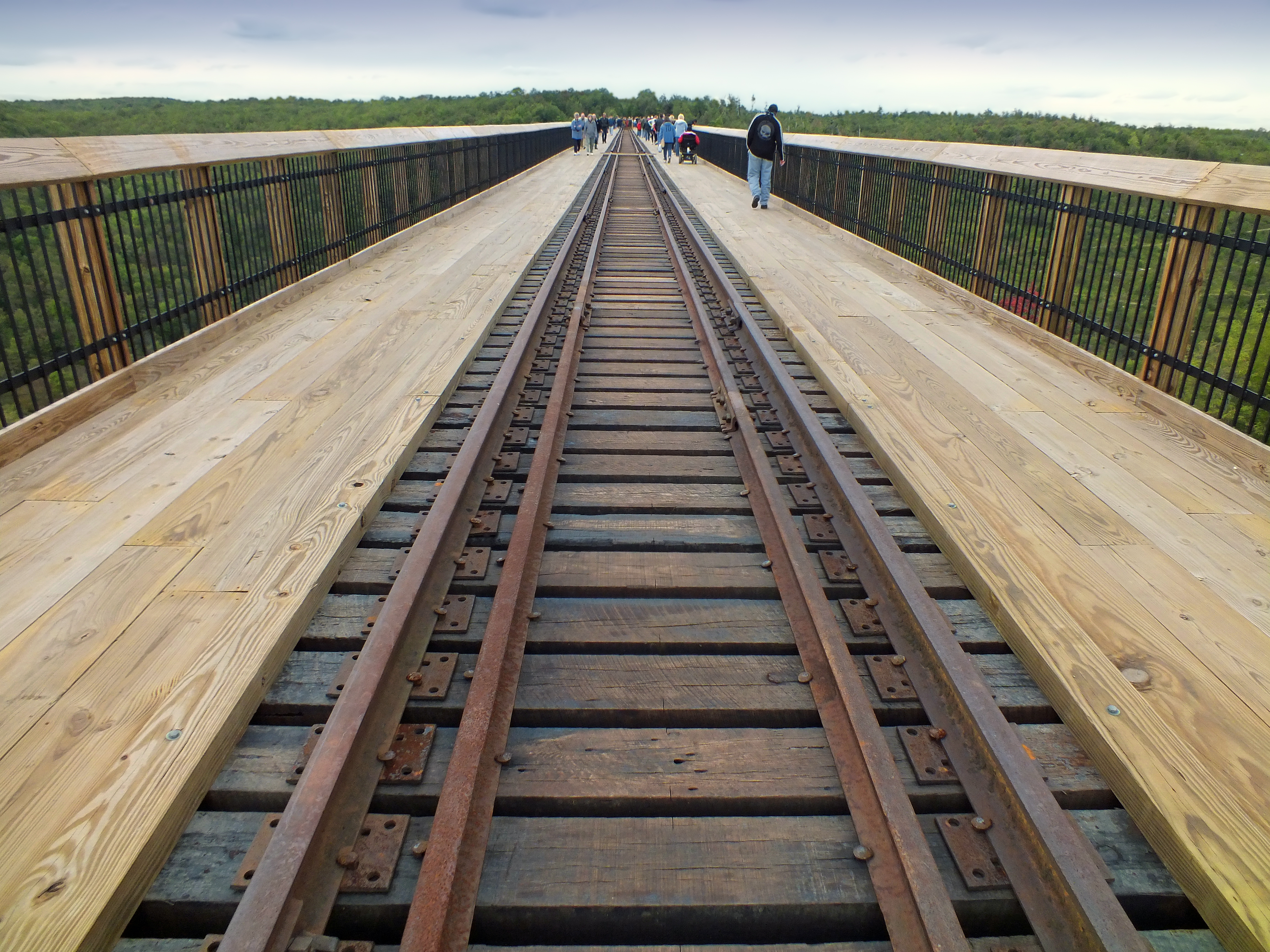
La passerella panoramica sul ponte denominata "Sky Walk"

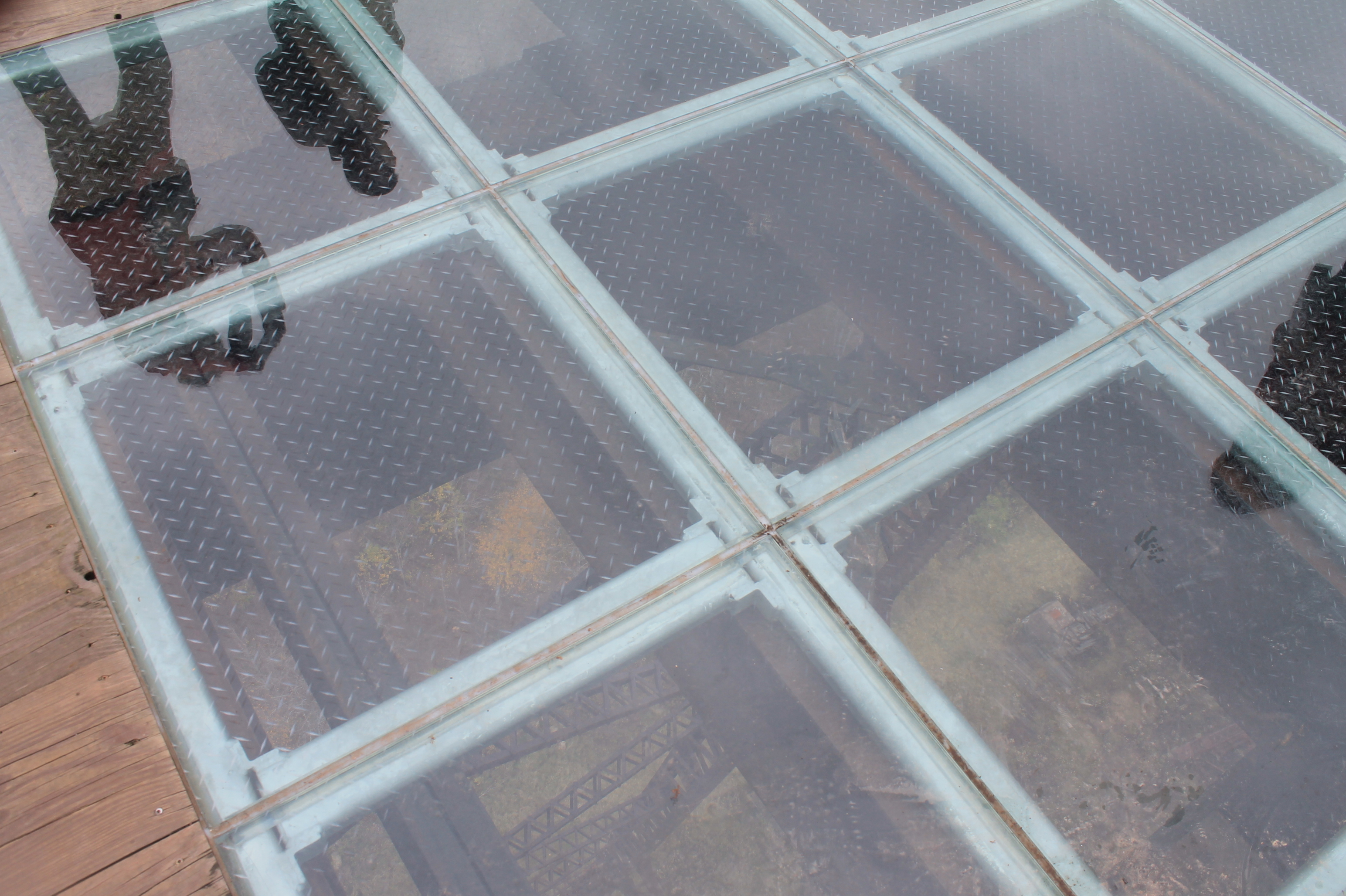
Pavimento in vetro all'estremità del ponte

Lo Stato della Pennsylvania decise di non ricostruire il ponte, operazione che avrebbe avuto un costo stimato di 45 milioni di dollari, bensì di lasciare intatti i resti della struttura come attrazione per mostrare ai visitatori la potenza della natura. Il ponte fu rimosso dal Registro nazionale dei luoghi storici il 21 luglio 2004.
Prima del crollo il ponte attirava una media di 140 000 visitatori ogni anno, così la Knox and Kane continuò a organizzare escursioni anche dopo il crollo del viadotto, fermandosi all'estremità occidentale della struttura. Tuttavia, a causa del drastico calo di interesse, le visite organizzate furono interrotte nell'ottobre 2004.
Nel giugno 2005 lo Stato della Pennsylvania stanziò 700 000 dollari per mettere in sicurezza le torri rimaste in piedi e avviare alcune nuove strutture del parco. Nello stesso anno il Dipartimento per la conservazione delle risorse naturali della Pennsylvania investì altri 8 milioni di dollari per la costruzione di una piattaforma panoramica al di sopra del ponte, un centro visitatori e un sentiero che conducesse ai resti delle torri crollate. La piattaforma panoramica consiste in una passerella pedonale che conduce a un punto di osservazione con pavimento trasparente situato all'estremità del ponte. La Sky Walk è costata 4,3 milioni di dollari ed è stata inaugurata il 15 settembre 2011.